# Cupa Mondială de Scrimă
Cupa Mondială de Scrimă este o competiție internațională organizată de Federația Internațională de Scrimă. Trei Grand Prix-uri, cinci probe de Cupă Mondială și câteva turnee satellite sunt disputați în fiecare armă (floretă, spadă și sabie, feminin și masculin) în fiecare sezon. Contează pentru clasamentul scrimerilor cele mai bune cinci rezultate, pe care se adaugă Jocurile Olimpice sau Campionatul Mondial și campionatul de zonă (Europa, cele două Americi, Africa, Asia-Oceania). Pe echipe, până la cinci probe pe an sunt organizate. Contează pentru clasamentul echipelor cele mai bune patru rezultate, Jocurile Olimpice sau Campionatul Mondial, și campionatul de zonă.

## Cupa Mondială la individual
|                                | Aurul | Argintul | Bronzul | Locul 4 | Tabloul de 8 | Tabloul de 16 | Tabloul de 32 | Tabloul de 64 |
| ------------------------------ | ----- | -------- | ------- | ------- | ------------ | ------------- | ------------- | ------------- |
| Jocurile Olimpice              | 96    | 78       | 60      | 54      | 42           | 24            | 12            | 6             |
| Campionatul Mondial            | 80    | 65       | 50      | _       | 35           | 20            | 10            | 5             |
| Campionat de zonă / Grand Prix | 48    | 39       | 30      | _       | 21           | 12            | 6             | 3             |
| Cupă Mondială                  | 32    | 26       | 20      | _       | 14           | 8             | 4             | 2             |
| Turneu satellite               | 4     | 3        | 2       | _       | 1            | 0             | 0             | 0             |

### Palmares
| Edition   | Masculin                                | Masculin                                | Masculin                                    | Feminin                                    | Feminin                         | Feminin                       |
| Edition   | Floretă                                 | Sabie                                   | Spadă                                       | Floretă                                    | Sabie                           | Spadă                         |
| --------- | --------------------------------------- | --------------------------------------- | ------------------------------------------- | ------------------------------------------ | ------------------------------- | ----------------------------- |
| 1972      | Witold Woyda ( Polonia)                 | Viktor Sideak ( Uniunea Sovietică)      | Csaba Fenyvesi ( Ungaria)                   | Antonella Ragno ( Italia)                  |                                 |                               |
| 1973      | Jenö Kamuti ( Ungaria)                  | Viktor Sideak ( Uniunea Sovietică)      | Rolf Edling ( Suedia)                       | Valentina Nikonova ( Uniunea Sovietică)    |                                 |                               |
| 1974      | Aleksandr Romankov ( Uniunea Sovietică) | Mario Aldo Montano ( Italia)            | Rolf Edling ( Suedia)                       | Ildikó Farkasinszky-Bóbis ( Ungaria)       |                                 |                               |
| 1975      | Christian Noël ( Franța)                | Vladimir Nazlîmov ( Uniunea Sovietică)  | Boris Lukomski ( Uniunea Sovietică)         | Olga Kniazeva ( Uniunea Sovietică)         |                                 |                               |
| 1976      | Aleksandr Romankov ( Uniunea Sovietică) | Viktor Krovopuskov ( Uniunea Sovietică) | Alexander Pusch ( RFG)                      | Elena Novikova-Belova ( Uniunea Sovietică) |                                 |                               |
| 1977      | Carlo Montano ( Italia)                 | Vladimir Nazlîmov ( Uniunea Sovietică)  | Johan Harmenberg ( Suedia)                  | Valentina Sidorova ( Uniunea Sovietică)    |                                 |                               |
| 1978      | Matthias Behr ( RFG)                    | Imre Gedővári ( Ungaria)                | Aleksandr Abushahmetov ( Uniunea Sovietică) | Elena Novikova-Belova ( Uniunea Sovietică) |                                 |                               |
| 1979      | Vladimir Smirnov ( Uniunea Sovietică)   | Viktor Krovopuskov ( Uniunea Sovietică) | Stefano Bellone ( Italia)                   | Valentina Sidorova ( Uniunea Sovietică)    |                                 |                               |
| 1980      | Vladimir Smirnov ( Uniunea Sovietică)   | Imre Gedővári ( Ungaria)                | Alexander Pusch ( RFG)                      | Valentina Sidorova ( Uniunea Sovietică)    |                                 |                               |
| 1981      | Andrea Borella ( Italia)                | Gianfranco Dalla Barba ( Italia)        | Alexander Pusch ( RFG)                      | Dorina Vaccaroni ( Italia)                 |                                 |                               |
| 1982      | Mauro Numa ( Italia)                    | Imre Gedővári ( Ungaria)                | Angelo Mazzoni ( Italia)                    | Cornelia Hanisch ( RFG)                    |                                 |                               |
| 1983      | Mauro Numa ( Italia)                    | Vasil Etropolski ( Bulgaria)            | Elmar Borrmann ( RFG)                       | Dorina Vaccaroni ( Italia)                 |                                 |                               |
| 1984      | Andrea Borella ( Italia)                | Imre Gedővári ( Ungaria)                | Olivier Lenglet ( Franța)                   | Dorina Vaccaroni ( Italia)                 |                                 |                               |
| 1985      | Mauro Numa ( Italia)                    | Vasil Etropolski ( Bulgaria)            | Robert Felisiak ( Polonia)                  | Laurence Modaine ( Franța)                 |                                 |                               |
| 1986      | Federico Cervi ( Italia)                | Vasil Etropolski ( Bulgaria)            | Alexander Pusch ( RFG)                      | Christiane Weber ( RFG)                    |                                 |                               |
| 1987      | Andrea Borella ( Italia)                | Janusz Olech ( Polonia)                 | Arnd Schmitt ( RFG)                         | Zsuzsanna Jánosi ( Ungaria)                |                                 |                               |
| 1988      | Stefano Cerioni ( Italia)               | Imre Bujdosó ( Ungaria)                 | Sandro Cuomo ( Italia)                      | Zsuzsanna Jánosi ( Ungaria)                |                                 |                               |
| 1989      | Andrea Borella ( Italia)                | Vilmoș Szabo · ( România)               | Éric Srecki ( Franța)                       | Zita Funkenhauser ( RFG)                   |                                 | Eva-Maria Ittner ( RFG)       |
| 1990      | Dmitri Șevcenko ( Uniunea Sovietică)    | Grigori Kirienko ( Uniunea Sovietică)   | Olivier Lenglet ( Franța)                   | Anja Fichtel ( RFG)                        | Elisa Uga ( Italia)             |                               |
| 1991      | Thorsten Weidner ( Germania)            | Péter Abay ( Ungaria)                   | Arnd Schmitt ( Germania)                    | Giovanna Trillini ( Italia)                | Mariann Horváth ( Ungaria)      |                               |
| 1992      | Serhii Holubîțkîi ( Echipa Unificată )  | Vilmoș Szabo · ( România)               | Éric Srecki ( Franța)                       | Margherita Zalaffi ( Italia)               | Mariann Horváth ( Ungaria)      |                               |
| 1993      | Serhii Holubîțkîi ( Ucraina)            | Marco Marin ( Italia)                   | Angelo Mazzoni ( Italia)                    | Diana Bianchedi ( Italia)                  | Elisabeth Knechtl ( Austria)    |                               |
| 1994      | Serhii Holubîțkîi ( Ucraina)            | Stanislav Pozdniakov ( Rusia)           | Angelo Mazzoni ( Italia)                    | Giovanna Trillini ( Italia)                | Katja Nass ( Germania)          |                               |
| 1995      | Serhii Holubîțkîi ( Ucraina)            | Stanislav Pozdniakov ( Rusia)           | Éric Srecki ( Franța)                       | Giovanna Trillini ( Italia)                | Taymi Chappe ( Spania)          |                               |
| 1996      | Rolando Tucker ( Cuba)                  | Stanislav Pozdniakov ( Rusia)           | Jean-François Di Martino ( Franța)          | Valentina Vezzali ( Italia)                | Tímea Nagy ( Ungaria)           |                               |
| 1997      | Wolfgang Wienand ( Germania)            | Damien Touya ( Franța)                  | Éric Srecki ( Franța)                       | Valentina Vezzali ( Italia)                | Valérie Barlois ( Franța)       |                               |
| 1998      | Elvis Gregory ( Cuba)                   | Luigi Tarantino ( Italia)               | Sandro Cuomo ( Italia)                      | Giovanna Trillini ( Italia)                | Claudia Bokel ( Germania)       |                               |
| 1999      | Serhii Holubîțkîi ( Ucraina)            | Stanislav Pozdniakov ( Rusia)           | Pavel Kolobkov ( Rusia)                     | Valentina Vezzali ( Italia)                | Elena Jemaeva ( Azerbaidjan)    | Ildikó Mincza ( Ungaria)      |
| 2000      | Ralf Bißdorf ( Germania)                | Stanislav Pozdniakov ( Rusia)           | Arnd Schmitt ( Germania)                    | Valentina Vezzali ( Italia)                | Anne-Lise Touya ( Franța)       | Ildikó Mincza ( Ungaria)      |
| 2000-2001 | Ralf Bißdorf ( Germania)                | Mihai Covaliu · ( România)              | Jörg Fiedler ( Germania)                    | Valentina Vezzali ( Italia)                | Anne-Lise Touya ( Franța)       | Imke Duplitzer ( Germania)    |
| 2001-2002 | Ralf Bißdorf ( Germania)                | Stanislav Pozdniakov ( Rusia)           | Christoph Marik ( Austria)                  | Valentina Vezzali ( Italia)                | Elena Jemaeva ( Azerbaidjan)    | Laura Flessel ( Franța)       |
| 2002-2003 | Andre Wessels ( Germania)               | Domonkos Ferjancsik ( Ungaria)          | Christoph Marik ( Austria)                  | Valentina Vezzali ( Italia)                | Sada Jacobson ( Statele Unite)  | Laura Flessel ( Franța)       |
| 2003-2004 | Salvatore Sanzo ( Italia)               | Volodîmîr Lukașenko ( Ucraina)          | Alfredo Rota ( Italia)                      | Valentina Vezzali ( Italia)                | Sada Jacobson ( Statele Unite)  | Laura Flessel ( Franța)       |
| 2004–2005 | Erwann Le Péchoux ( Franța)             | Aleksei Iakimenko ( Rusia)              | Stefano Carozzo ( Italia)                   | Margherita Granbassi ( Italia)             | Sada Jacobson ( Statele Unite)  | Imke Duplitzer ( Germania)    |
| 2005–2006 | Andrea Cassarà ( Italia)                | Zsolt Nemcsik ( Ungaria)                | Gábor Boczkó ( Ungaria)                     | Sylwia Gruchała ( Polonia)                 | Mariel Zagunis ( Statele Unite) | Sherraine Schalm ( Canada)    |
| 2006-2007 | Andrea Baldini ( Italia)                | Aleksei Iakimenko ( Rusia)              | Érik Boisse ( Franța)                       | Valentina Vezzali ( Italia)                | Tan Xue ( China)                | Li Na ( China)                |
| 2007-2008 | Andrea Cassarà ( Italia)                | Luigi Tarantino ( Italia)               | Matteo Tagliariol ( Italia)                 | Valentina Vezzali ( Italia)                | Rebecca Ward ( Statele Unite)   | Ana Maria Brânză · ( România) |
| 2008-2009 | Andrea Baldini ( Italia)                | Nicolas Limbach ( Germania)             | Gauthier Grumier ( Franța)                  | Arianna Errigo ( Italia)                   | Mariel Zagunis ( Statele Unite) | Ana Maria Brânză · ( România) |
| 2009-2010 | Lei Sheng ( China)                      | Nicolas Limbach ( Germania)             | Gauthier Grumier ( Franța)                  | Valentina Vezzali ( Italia)                | Mariel Zagunis ( Statele Unite) | Britta Heidemann ( Germania)  |
| 2010-2011 | Andrea Cassarà ( Italia)                | Aleksei Iakimenko ( Rusia)              | Paolo Pizzo ( Italia)                       | Elisa Di Francisca ( Italia)               | Mariel Zagunis ( Statele Unite) | Sun Yujie ( China)            |
| 2011-2012 | Andrea Cassarà ( Italia)                | Nicolas Limbach ( Germania)             | Nikolai Novosjolov ( Estonia)               | Arianna Errigo ( Italia)                   | Mariel Zagunis ( Statele Unite) | Sun Yujie ( China)            |
| 2012-2013 | Andrea Cassarà ( Italia)                | Veniamin Reșetnikov ( Rusia)            | Rubén Limardo ( Venezuela)                  | Arianna Errigo ( Italia)                   | Olha Harlan ( Ucraina)          | Ana Maria Brânză · ( România) |
| 2013-2014 | Ma Jianfei ( China)                     | Gu Bon-gil ( Coreea de Sud)             | Ulrich Robeiri ( Franța)                    | Arianna Errigo ( Italia)                   | Olha Harlan ( Ucraina)          | Emese Szász ( Ungaria)        |
| 2014-2015 | Race Imboden ( Statele Unite)           | Gu Bon-gil ( Coreea de Sud)             | Gauthier Grumier ( Franța)                  | Elisa Di Francisca ( Italia)               | Sofia Velikaia ( Rusia)         | Rossella Fiamingo ( Italia)   |
| 2015-2016 | Alexander Massialas Statele Unite       | Kim Jung-hwan ( Coreea de Sud)          | Gauthier Grumier ( Franța)                  | Arianna Errigo ( Italia)                   | Sofia Velikaia ( Rusia)         | Emese Szász ( Ungaria)        |

## Legături externe
- FIE Fencing World Cup Arhivat în 26 aprilie 2014, la Wayback Machine.